# Liswerry
Liswerry är en stadsdel och community i staden Newport i Wales, Storbritannien. 